# Amblyomma chabaudi
Amblyomma chabaudi  (лат.) — вид клещей рода Amblyomma из семейства Ixodidae. Мадагаскар. Паразитируют на пресмыкающихся, главным образом, на черепахах Pyxis arachnoides, также найдены на Testudo radiata. У самцов спинной жесткий щиток прикрывает все тело, у самок треть.